# Zielonookowate
Zielonookowate, zielonookie (Chlorophthalmidae) – niewielka rodzina morskich ryb skrzelokształtnych (Aulopiformes).

## Występowanie
Są to ryby głębinowe przebywające w przydennych oceanicznych wodach stref tropikalnych i umiarkowanych.

## Charakterystyka
Opalizujące, zielone lub żółte oczy, zwykle duże. Ubarwienie ciała różnorodne, zależne od gatunku. Największe Chlorophthalmus agassizi osiągają do 40 cm długości.

## Klasyfikacja
Rodzaje zaliczane do tej rodziny:
Chlorophthalmus  — Parasudis